# Chiara Ferragni

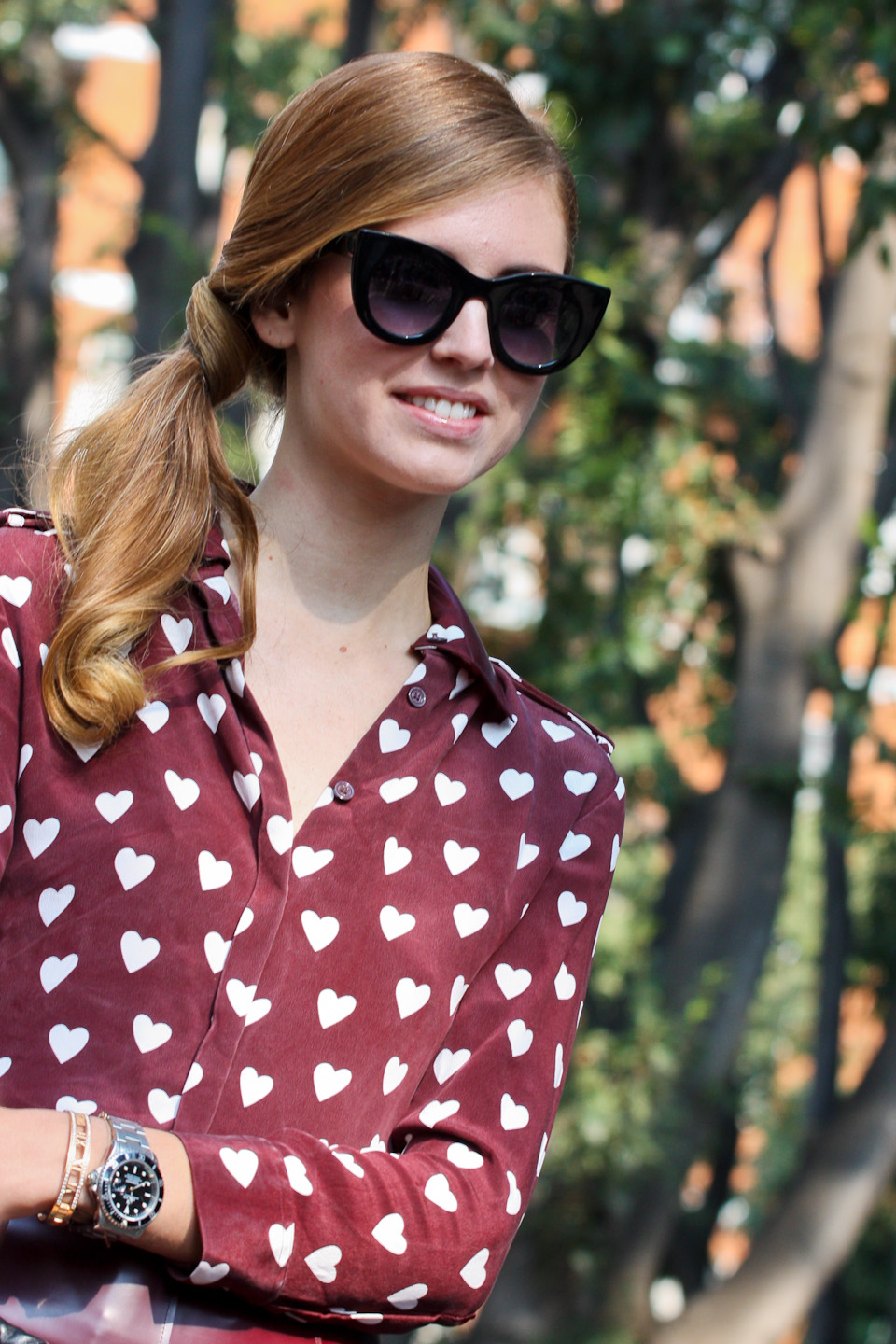
Chiara Ferragni al Giorgio Armani Show de 2013

Chiara Ferragni (Cremona; 7 de maig de 1987) és una empresària de moda, bloguera i influencer italiana. El seu blog, The Blonde Salad, té prop de 110 mil visitants diaris.
Té la seva pròpia col·lecció de sabates anomenada «Chiara Ferragni» i ha col·laborat amb marques com Guerlain, Dior, Hugo Boss, Louis Vuitton, Chanel, Bottega Veneta, Yves Saint Laurent, Valentino, J Brand, Burberry, Victoria's Secret, Mercedes-Benz, Replay, Luiza Barcelos, Lancome, Furla, Woolrich, Grey Goose, Pennyblack, Max Mara, Rolls-Royce, Ermenegildo Zegna, Mini, Tommy Hilfiger, Kenzo, Yamamay, Nikon, entre uns altres.
És filla de Marco Ferragni, dentista, i de Marina Di Guardo, escriptora. Té dues germanes menors, Francesca nascuda l'any 1989 i Valentina nascuda l'any 1992. Va assistir a l'escola primària "Daniele Manin" de Cremona i més tard va estudiar a la Facultat de Dret de Bocconi, però no va completar els seus estudis. A l'octubre de 2016 va formalitzar la relació amb el raper italià Fedez. El fill primogènit de la parella, Leone Lucia Ferragni, va néixer el 19 de març de 2018 en West Hollywood, Comtat de Los Angeles. La parella es va casar l'1 de setembre de 2018 a Noto, Sicília, amb una cerimònia privada reservada per a amics i familiars.

## Carrera
Amb poc menys de dos anys després de la seva obertura, The Blonde Salad va aconseguir 110 000 visites per dia. Citada pel New York Magazine, va obtenir importants assoliments personals des de finals de 2009.
L'any 2010 va ser la presentadora del Best Look pels TRL Awards d'Itàlia, va estar present com a convidada d'honor durant la Pennyblack Vogue Fashion Night. Al setembre de 2010 va participar com a model del lookbook de Silvian Heach de la col·lecció primavera/estiu 2011 i al setembre va llançar la seva línia de sabates «Chiara Ferragni».
L'any 2011 va treballar per a la desfilada d'Alberta Ferretti durant la 79 edició del Pitti, va guanyar el premi bloglovin' per la «Newcomer blogger of the Year», va ser la padrina del llançament de la nova Candy Bag de Furla, amfitriona per a l'esdeveniment Dior Addict, en col·laboració amb Dior, va llançar el nou projecte de la marca Werelse amb altres dues blogueros: Andy Torres i Carolina Engman; i la seva línia de sabates «Chiara Ferragni» va créixer, venent més de dues mil parells de sabates en la seva tercera col·lecció.
L'any 2012 va guanyar una altra vegada el premi Bloglovin' per al Blogger Business of the Year, va crear una col·lecció càpsula per a Mànec: Werelse for Mànec Touch, posteriorment va col·laborar amb Louis Vuitton per al seu vídeo oficial amb Fabrizio Viti i una sessió de fotos per la «Speedy Bag»; nomenada per Vogue.com «social shopper inspiration of the week». Ha participat en les setmanes de la moda de Nova York, Milà, París, Moscou i São Paulo.
L'any 2016 es va convertir en ambaixadora mundial de Pantene, testimoniatge de la moda de Amazon i va posar per a l'edició nord-americana de Vanity Fair. Forbes l'ha inclòs en la llista "30 Under 30 Europe: The Arts" de 2016. L'agost de 2016, Mattel va crear una versió Barbie de Chiara Ferragni.
A partir de 2016 va començar a gestionar aquestes àrees d'activitat de forma independent. Un estudi de 2017 va descriure el seu model de comunicació com una forma freqüent i natural d'aparèixer a les xarxes socials, amb cura de millorar la imatge corporal, consistent amb la tendència de la moda i amb una estratègia comercial a llarg termini que apunta a mantenir el nivell alt interacció de l'usuari amb el seu perfil web i la discussió que genera
L'any 2017 va ser nominada per la revista Forbes com "el factor d'influència més important al món de la moda", i va ser triada per Swarovski com la cara de la col·lecció de Nadal, al costat de la model Karlie Kloss, Naomi Campbell i Fei Fei Sun.
El 6 de desembre de 2017, va ser guardonada a Roma com Top Digital Leader i en la categoria de dones italianes Web Star, com a part de la primera recerca sobre lideratge digital a Itàlia. L'any 2018 va ser triada com a testimoniatge per l'empresa de joieria Pomellato i per l'empresa de roba interior Intimissimi, en aquest últim juntament amb la modelo Gisele Bündchen.
Actualment, continua sent una de les influencers més reconegudes, explicant en el seu perfil de Instagram amb 17,4 milions de seguidors. El seu últim gran llançament al món laboral, consisteix en un documental sobre la seva vida, sota el títol: Chiarra Ferragni- Unposted. Dirigit per Elisa Amoruso i presentat en el Festival Internacional de Cinema de Venècia.